# Ethniki Odos 18
Die Ethniki Odos 18 (griechisch Εθνική Οδός 18 ‚Nationalstraße 18‘) ist eine Straßenverbindung in Nordwest-Griechenland.

## Verlauf

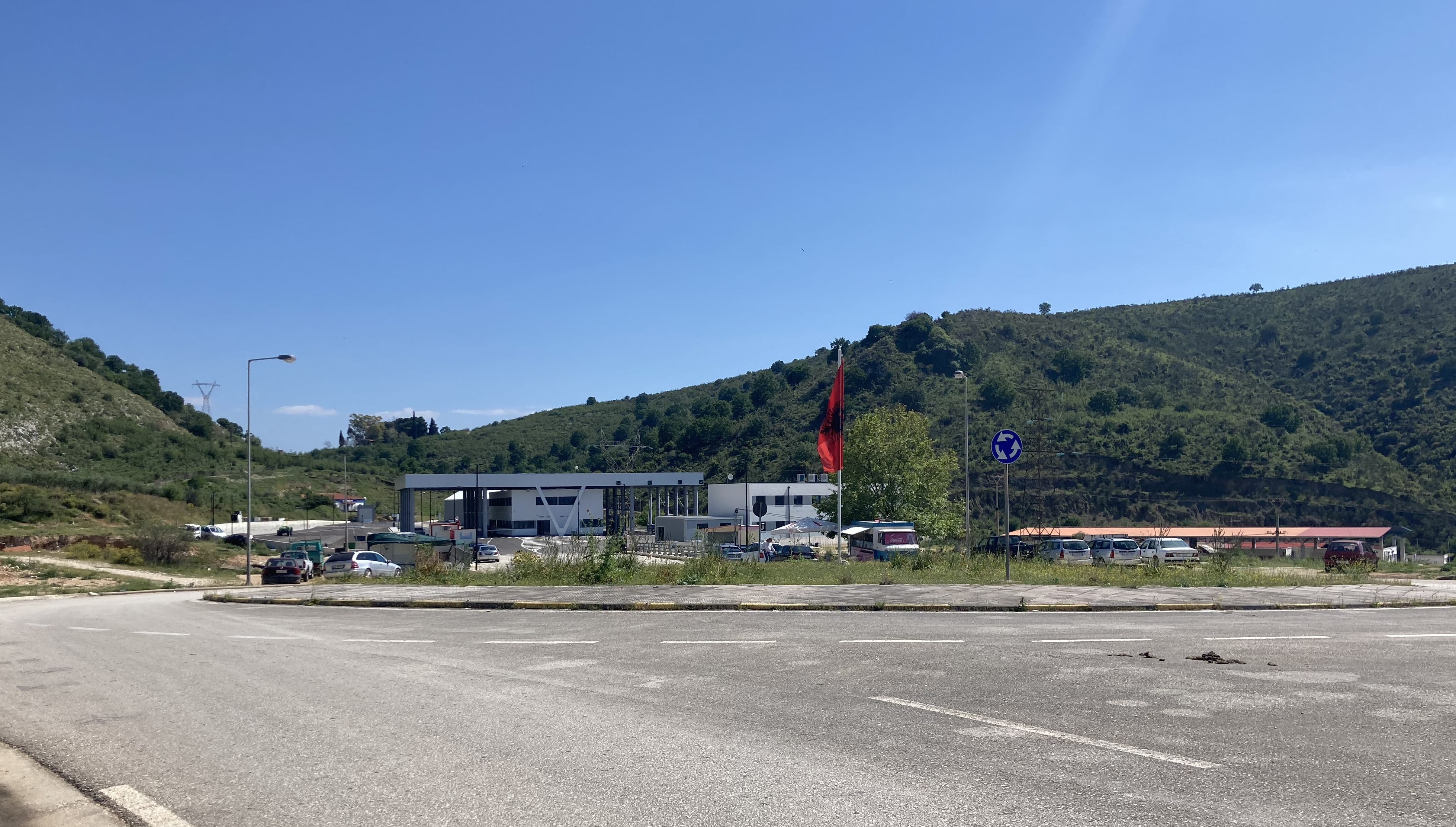
Grenzübergang Qafa Boti (albanische Seite; Aufnahme 2023)

Die Straße führt von der Grenze zwischen Albanien und Griechenland (Grenzübergang Qafa Boti, 2005 eröffnet, westlich von Konispol) im Anschluss an die von Fitore und Ciftliq kommende albanische Straße Rruga shtetërore SH97 nach Sagiada (Σαγιάδα) an der Küste des Ionischen Meers und von dort über Asproklisi in das im Landesinneren gelegene Filiates (Φιλιάτες). Weiter verläuft sie zunächst nach Süden und dann nach Osten dem Fluss Kalamas aufwärts folgend nach Kipariso. Zwischen diesem Ort und Neraida wird der Kalamas überquert und die Straße verläuft für knapp 2 km gemeinsam mit der Straße Ethniki Odos 6 (Europastraße 92). Sie trennt sich von der EO 6, verlässt das Tal und führt durch Neochori zur Autobahn Aftokinitodromos 2 (Egnatia Odos; Europastraße 90; Anschlussstelle). Die Fortsetzung führt nach Südosten an Paramythia (Παραμυθιά). Von dort nimmt sie für 4 km die Richtung nach Süden ein, zweigt dann nach Südosten von der Straße nach Morfi ab und führt an Skandalo vorbei nach Gliki. Dort überquert sie den Fluss Acheron (Αχέροντας) und führt über Vouvopotamos und Mouzakaika weiter nach Süden bis Skepasto, wo sie auf eine aus Westen von Morfi kommende Straße trifft. Sie setzt sich zunächst nach Osten und dann wieder nach Süden fort, lässt Valanidoussa seitlich liegen und biegt bei Archangelos zur Küste hin ab. Ab Nea Thesi folgt sie der Küstenstraße nach Südosten entlang der Bucht von Nikopolis nach Preveza (Πρέβεζα), wo sie über den Unterwassertunnel von Preveza – Aktion in die Autobahn Aftokinitodromos 52 übergeht. Im Raum Preveza verläuft die Europastraße 55 auf der EO 18.